# Livvakten (roman)
Livvakten (Without Fail) är den sjätte boken om Jack Reacher skriven av Lee Child. Boken utkom 2002 och publicerad på svenska av B. Wahlströms. Den kom ut på svenska som inbunden september 2005 och pocket januari 2007. Boken kom ut som CD-bok september 2005 med Peter Andersson som inläsare.